# White Plains (New York)
White Plains è una città degli Stati Uniti d'America, capoluogo della Contea di Westchester, situata ad est del fiume Hudson, undicesima città per popolazione nello Stato di New York.
Nel 2020 il censimento registrava una popolazione di 59 599 abitanti.